# NGC 2428
NGC 2428 ist ein offener Sternhaufen im Sternbild Achterdeck des Schiffs. Er wurde am 31. Dezember 1785 von Wilhelm Herschel entdeckt.